# Utbildning i Israel
Utbildning i Israel är till cirka 80 procent statligt finansierad, skall motverka skillnader för olika grupper i samhället samtidigt som den medger valfrihet.

## Grundskola
Skolplikt gäller för barn 5–18 år, från förskola till gymnasium och fri utbildning till 18 år. Grundskolans klass 1-6 påbörjas ungefär i 6-årsåldern. Högstadiet är klass 7-9 och gymnasiet klass 10-12.
Det israeliska skolsystemet är uppdelat efter etnicitet, religiös tillhörighet och inom den judiska gruppen efter religiös observans. I den för alla obligatoriska undervisningen finns bland annat hebreiska, arabiska, judisk-arabiska relationer och historia. Religionsundervisningen har som mål att lära ut etik och moral, religiös orientering och tolerans mot andra grupper. Respektive grupp har frihet att fördjupa sig i sin egen religion och historia. Israel ratificerade FN:s konvention mot diskriminering inom undervisningen år 1961. Andraspråket arabiska eller hebreiska är inte krav för universitetsbehörighet som engelska, så många gymnasister väljer att läsa ytterligare ett europeiskt språk, exempelvis franska, tyska eller spanska. Från hösten 2012 blir det möjligt efter 20 års uppehåll att studera hebreiska även på Hamas-styrda Gazaremsan, inom ämnet "Känn din fiende".
Inom det statliga skolsystemet finns för judar ett sekulärt skolsystem, ett statligt religiöst och ett oberoende ultraortodoxt (haredi). Enligt Peled-Elhanan utsätts eleverna för en kontinuerlig indoktrinering i skolornas läroböcker med "dеmоnisеring" av раlеstiniеrnа. Trots en genomgång av hundratals textböcker kunde hon inte hitta en enda bild som visade palestinier som "normala människor", utan "enkla bönder, flyktingar och terrorister". Hennes studie från 2003 har tillbakavisats och kritiserats som selektiv och baserad på falska tolkningar av uppgifter och ren lögn, och refuserats av de akademiska tidskrifterna. Enligt en stor undersökning publicerad i februari 2013 ger läroböckerna en snedvriden bild av palestinierna och områdets historia. Bland annat visar kartor inte de gränser som är internationellt erkända.
För den arabiska befolkningen är skolsystemet uppdelat för druser, kristna och muslimer. Efter kritik om att den arabiska befolkningens standard är eftersatt har utbildningsministeriet beslutat om särskilda anslag, exempelvis 1999 och 2007 med femårsplan för att nivån ska vara likvärdig överallt.
Utöver dessa finns en mängd privata skolor som har statlig erkännande såsom det av ryska immigranter grundade Mofet-skolorna (med särskild inriktning på naturvetenskap) och mindre såsom de "binationella" skolorna för barn med en judisk och en arabisk förälder. Dessutom finns "fredsskolor" med både judiska och arabiska elever i samma klass, den första i Neve Shalom/Wahat al Salam startad 1984. Även fredsskolorna får statlig skolpeng.
Enligt FN uppskattades alfabetiseringsnivån 2004 hos män till 98,5 procent och kvinnor 95,9 procent för hela befolkningen. Enligt israeliska källor är bristerna störst hos etiopiska judar.
FN:s studie anger 96,7 procent respektive 88 procent för Västbanken och Gaza.
För dem som behöver finns ulpanim intensivprogram för alfabetisering och "hebreiska för invandrare". Detta kan även kombineras med arbete på kibbutz.

## Högre utbildning
Det finns nio universitet varav Technion är äldst (gr. 1912) och Hebrew University of Jerusalem (gr. 1918) är högst rankat, SJTU anger 53 plats i världen, 3 plats i Asien.
Det finns även över 50 högskolor som får examinera upp till master- eller kandidatnivå.
Andelen 17-åringar som går universitetsförberedande program för 2009: judar 47 procent, arabiska kristna/muslimer 35 procent, druser 31 procent och beduiner 20 procent. 45 procent av befolkningen 18-64 år har akademisk examen. Postgymnasialt utbildade 2010 uppdelat: judiska män 52 procent, judiska kvinnor 58 procent, arabiska män 25 procent och arabiska kvinnor 27 procent. Den största ökningen sedan 1990 finns bland kvinnorna: judiska 33 procent (+ 25) och arabiska 8 procent (+19). Nivån i väst är 42 procent för kvinnor och i genomsnitt i Mellersta Östern-Nordafrika omkring 27 procent. Även nivån i Gaza och Västbanken är tredje högsta i regionen, tätt efter Libanon.
Israel har bland världens högsta andelar av avlagda doktorsexamina per capita i världen, cirka 1,3 procent, likt Tyskland och USA. Det är också det läkartätaste landet i världen. Israel satsar på akademisk forskning vilket har resulterat i publikationer, internationellt lanserade innovationer och nobelpris. Över 20 procent av alla nobelpristagare har judisk bakgrund; en del av dessa verkar i Israel.[källa behövs]
Vetenskap- och teknologisektorn är en av världens främsta. Höga andelar av landet befolkning är engagerade i vetenskapliga och teknologiska frågor och mycket av statsbudgeten spenderas på forskning och utveckling. Israel rankas på fjärde plats på vetenskaplig aktivitet mätt i vetenskapliga publikationer per miljoner invånare. Man har också högsta andel vetenskapsmän, tekniker och ingenjörer per capita i hela världen. Man har cirka 140 vetenskapsmän, tekniker och ingenjörer per 10 000 anställda. Landet rankas högt på listor med innovation och konkurrenskraft. Under perioden 1995 – 2005 registrerade Israel 17 178 patent, medan Sverige registrerade 15 441.